# جزیره (فیلم ۲۰۱۱)
جزیره (بلغاری: Островът) فیلمی بلغارستانی است که در سال ۲۰۱۱ منتشر شد. از بازیگران نقش مهم  آن می‌توان به آلخاندرو خودوروفسکی، لتیسیا کاستا و الی مدیروس اشاره کرد که در این فیلم بازی کردند.